# Ponjong
Ponjong is een bestuurslaag in het regentschap Gunung Kidul van de provincie Jogjakarta, Indonesië. Ponjong telt 4526 inwoners (volkstelling 2010).